# Batalla de Cold Harbor
La batalla de Cold Harbor se libró durante la Guerra de Secesión cerca de Mechanicsville, Virginia, del 31 de mayo al 12 de junio de 1864, y el combate más significativo tuvo lugar el 3 de junio. Fue una de las batallas finales de la campaña de Overland del general en jefe de la Unión, Ulysses S. Grant. También es recordada como una de las batallas más sangrientas y torcidas de la historia estadounidense. En ella miles de soldados de la Unión murieron o resultaron heridos en un asalto frontal contra las posiciones fortificadas del ejército confederado del  general Robert E. Lee y terminó con la derrota de la Unión.

## Antecedentes
Grant quiso en su campaña acabar con Lee y trató de vencerlo en varias batallas sin éxito. Su última batalla la libró en North Anna, pero se retiró del lugar el 26 de mayo al darse cuenta de la mala situación, en la que se encontraba y se movió hacia el sudeste, hacia Cold Harbor, con la esperanza de vencerlo allí. Cold Harbor estaba solamente a unas pocas millas de Richmond. Lee, sin embargo, previó el movimiento al sudeste hacia Cold Harbor como había previsto los anteriores movimientos de Grant y marchó al lugar para defenderlo.

## La batalla
La caballería de la Unión llegó allí el 31 de mayo al igual que la de los confederados y los enfrentamientos empezaron de esa manera.Después la infantería llegó por ambos lados en los siguientes días y los enfrentamientos empezaron el 2 de junio a gran escala en una línea de 7 millas, que Lee había organizado hasta entonces.  Lee pudo hacerlo, porque llegó antes que Grant, lo que le dio oportunidad de prepararse plenamente para el ataque y atrincherarse. 
Cuando el ejército la Unión atacó de forma general por órdenes de Grant a los rebeldes el 3 de junio bajo la deducción errónea de Grant, que todavía no estaban del todo preparados, los rebeldes pudieron por ello derrotarlos completamente. Fue un ataque del que se arrepintió Grant el resto de sus días. Durante los siguientes tres días los enfrentamientos continuaron pero no de la misma escala y siempre desde las trincheras para así evitar ser abatidos por el bando contrario. Mientras tanto los que querían ocuparse de los heridos fueron abatidos por el bando contrario. Solo el 7 de junio hubo finalmente un alto el fuego para rescatar los heridos del 3 de junio, los cuales hasta entonces, ya habían muerto en su mayoría.
Finalmente el 12 de junio Grant, consciente de la futilidad de la situación para su ejército, decidió dejar el lugar y hacer un último movimiento hacia el sudeste para cruzar el río James y atacar Petersburg, un vital punto de abastecimiento para Richmond por sus conexiones de ferrocarriles y con ello también por su capacidad de proveer también a Richmond.

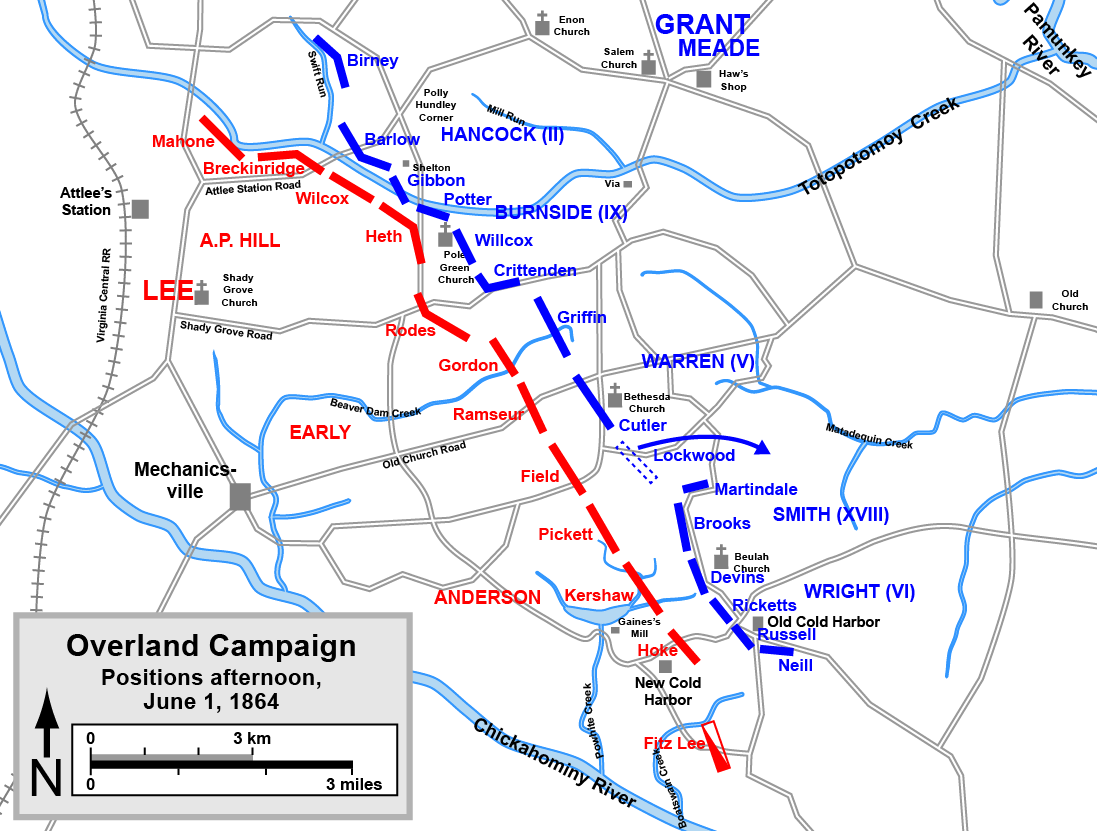
Los ejércitos posicionados (1 de junio por la mañana)      Confederación     Unión
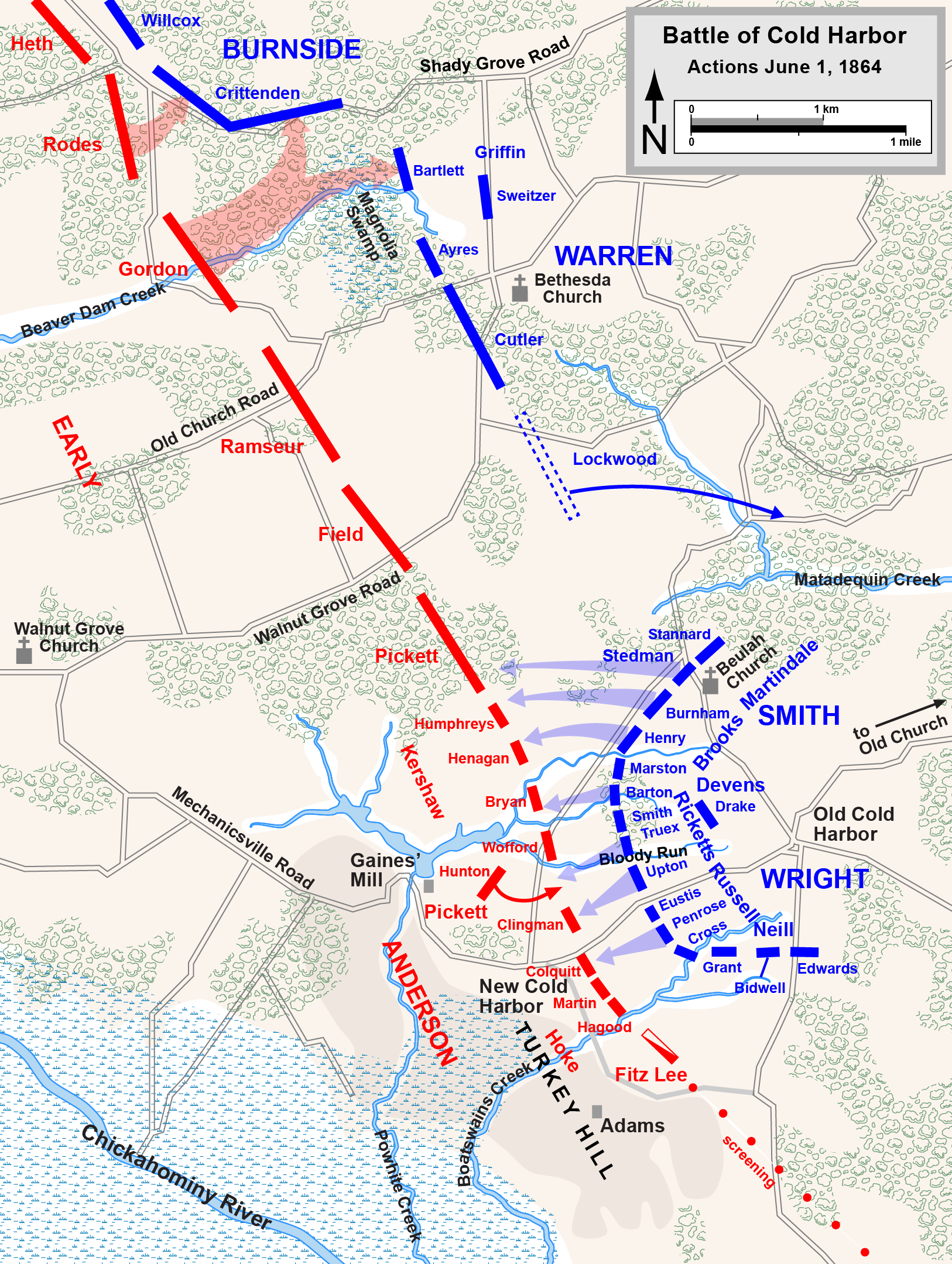
Acciones del 1 de junio de 1864      Confederación     Unión
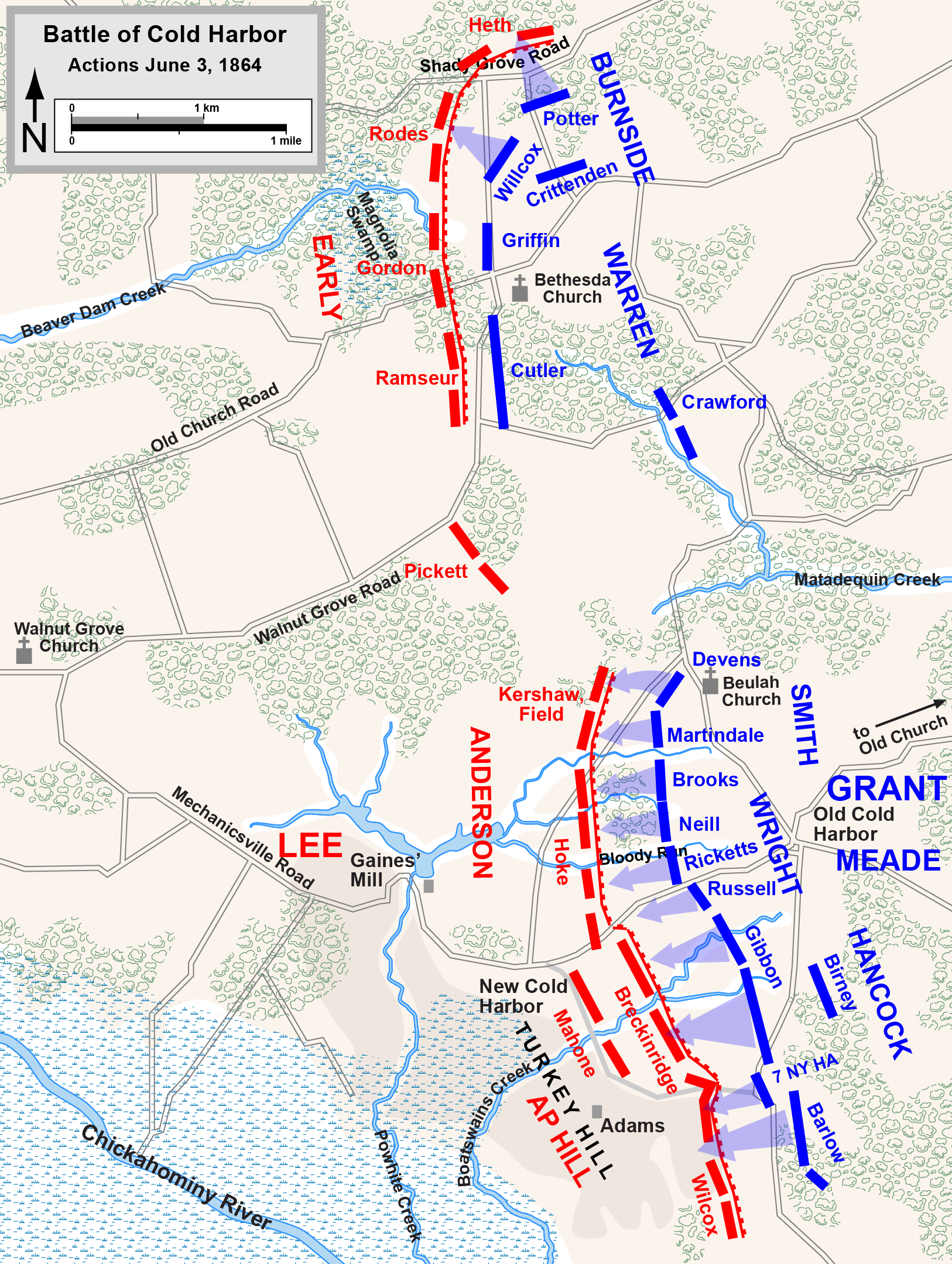
Día decisivo (3 de junio de 1864)      Confederación     Unión

## Consecuencias
Esta batalla fue la última gran victoria de Lee en la guerra. También fue la peor derrota de Grant durante la guerra. Muchos la comparan con el último asalto de Lee durante la batalla de Gettysburg. Aun así esa derrota no pudo detener la campaña de Overland de Grant, que, teniendo todavía recursos, ideó un plan magistral para cruzar el río James y sorprender así a Lee. El plan, que consistía en construir un puente sobre el río James, mientras que parte de su ejército distraía a Lee al nordeste, funcionó y el ejército de Lee no pudo por ello evitarlo a tiempo teniendo que enfrentarse luego a Grant en Petersburg.
El asedio de Petersburg, el centro de provisionamiento de Richmond, comenzó, lo que acabó con la capacidad de Lee de hacer ofensivas en el futuro para así poder proteger a Richmond, que ahora estaba directamente amenazado por los federales. Fue así el principio del fin de la Confederación en la guerra de secesión.